# Рэмбо: Первая кровь 2
«Рэмбо: Первая кровь 2» (англ. Rambo: First Blood Part II; на DVD-издании 2009 года — «Первая кровь Часть II») — американский боевик режиссёра Джорджа Косматоса с Сильвестром Сталлоне в главной роли. После выхода в 1985 году картина послужила основой для новеллизации в одноимённой книге американского писателя Дэвида Моррелла — автора оригинальной истории для первой части.

## Сюжет
Заключённый Джон Рэмбо работает на каменном карьере, отбывая наказание за учинённый погром в американском городке. К нему подходит надзиратель и приказывает пройти на КПП. Там его встречает бывший командир — полковник Сэмюэль Траутман. Вместо отбытия оставшихся пяти лет срока заключения Траутман предлагает Рэмбо сделку с правосудием — временное восстановление в рядах вооружённых сил в обмен на участие в секретной операции и президентский указ об амнистии со снятием всех судимостей в случае успешного её выполнения. После недолгих раздумий Джон соглашается.
Его, в сопровождении военной полиции, привозят на вертолёте на военную базу США где-то в Таиланде. Там он встречается с Траутманом и знакомится с Маршаллом Мёрдоком — высокопоставленным чиновником из Вашингтона (сотрудником неназванного комитета Конгресса США), руководящим операцией. Мёрдок рассказывает Рэмбо про вьетконговский концлагерь для американских военнопленных, откуда в 1971 году Джон совершил побег. По предварительным данным разведки, лагерь должен быть пуст. Задание Рэмбо состоит в том, чтобы проникнуть в лагерь и с помощью фотографий подтвердить или опровергнуть информацию о наличии в нём пленных, не дав себя обнаружить и не вступая в бой с противником. О себе Мёрдок сообщает, что во время войны в 1966 году он служил офицером во 2-м батальоне 3-го полка 3-й дивизии морской пехоты в Контуме. Мёрдок уверяет Джона, что шансы на успех выше, чем вероятность провала операции, и что для обеспечения её успеха на базе развёрнут целый командно-вычислительный центр с большим количеством электроники и обслуживающего персонала, который будет работать только для обеспечения Рэмбо актуальной информацией. Мёрдок просит своих помощников подать ему «что-нибудь холодное» для «спасения от этой чёртовой жары», в это время Джон замечает, что в автомате с газированной водой только одна банка «Колы», припасённая лично для Мёрдока, что не предполагает длительного пребывания его там и намекает на то, что вся проводимая операция и свезённое туда «новейшее оборудование» есть некий блеф для прикрытия растраты бюджетных средств. Мёрдок особо акцентирует внимание Джона, что ему ни при каких обстоятельствах нельзя вступать в бой с противником и пытаться освободить пленных в случае их обнаружения (для этих целей, по замыслу операции, должна быть направлена специальная штурмовая группа с отрядом «Дельта» и полковником Траутманом во главе). Стоя у двери самолёта на взлётно-посадочной полосе перед вылетом, Рэмбо говорит Траутману, что 2-й батальон в то время базировался не в Контуме, а в Кхесани, потому он не верит ни единому слову Мёрдока, и что Траутман — его бывший командир — единственный, кому он доверяет.
Джон летит на транспортном самолёте до места десантирования. В момент прыжка его снаряжение цепляется за борт самолёта и он вынужден перерезать ножом ремни крепления. В итоге он успешно приземляется, потеряв в момент отцепки почти всё своё снаряжение, за исключением своего боевого ножа и лука с несколькими стрелами.
В джунглях Рэмбо находит своего связного, которым оказывается вьетнамка Ко Бао. Вместе они нанимают пиратскую лодку и плывут по реке, чтобы сократить путь. До лагеря они добираются вечером. Рэмбо проникает в лагерь, где находит пленных, и, выводя одного из них, убивает из лука нескольких патрульных.
Утром во вьетнамском лагере поднимается тревога и все солдаты отправляются в погоню. Часть пути герои проплывают по реке, однако, речные пираты не собираются доставлять их до конечного пункта назначения, а планируют выгодно продать вьетнамцам, для этого они удерживают их под прицелом своего оружия, чтобы сдать героев команде появившегося на горизонте вьетнамского патрульного катера, но Рэмбо, воспользовавшись неосторожностью пиратов, убивает их всех и заодно расправляется с вражеским патрульным катером. Джон вместе со своими попутчиками направляется к условленному пункту эвакуации. Американцы высылают транспортный вертолёт, в котором летит также полковник Траутман. Эвакуационная группа замечает с воздуха Рэмбо, а также одного пленного, и радирует на базу. Персонал базы ликует, но Мёрдок, услышав о спасении пленного, неожиданно для всех присутствующих отдаёт приказ об отмене операции, так как он не заинтересован в спасении заключённых: полученные им инструкции не предполагают такого развития событий, по замыслу «верхов», вся операция проводилась для отчётности и успокоения общественного мнения относительно судьбы двадцати пяти тысяч американских военнопленных и пропавших без вести и не предусматривала реального их вызволения (для чего руководству и требовались только фотографии по возможности пустых лагерей для военнопленных, а не их живые обитатели). Вертолёт возвращается обратно на базу, а Рэмбо вместе с пленным окружают вьетнамцы и ему ничего не остаётся делать, как сдаться. Его руки привязывают к коромыслу и помещают по пояс в зловонную сточную яму.
На вьетнамскую базу прилетает вертолёт с советскими десантниками. Ими командует подполковник Подовский. Вечером Подовский допрашивает Рэмбо, жестоко пытает его, а когда становится ясно, что на Рэмбо не действуют физические издевательства, угрожает замучить другого военнопленного, затем он выкладывает перед Рэмбо козырь, предоставив тому радиоперехват связи эвакуационной группы и американского штаба. Поняв, что Мёрдок предал его, Рэмбо соглашается выйти на радиоконтакт со своими, но только за тем, чтобы пообещать Мёрдоку месть. После этого он совершает побег, одновременно на базу проникает Ко и помогает Рэмбо бежать. Они бегут с базы, преследуемые боевым вертолётом и советскими десантниками.
На следующий день Джон попадает в засаду. Он расстреливает всех врагов, но Ко, успевшая влюбиться в Джона, погибает. Рэмбо забирает её талисман и хоронит её в джунглях. Обуреваемый ненавистью и местью, Рэмбо уничтожает советских десантников в джунглях. Поднимается переполох.
Рэмбо тем временем бежит в близлежащую деревню, попутно взрывая вьетконговские автомобили и сжигая солдат в зарослях сухого бамбука. Близ водопада Джона настигает советский вертолёт. Когда вертолёт снизился почти до поверхности воды, Рэмбо выныривает и взбирается в вертолёт, попутно выкидывая из него советский экипаж и летит на вьетконговскую базу. С помощью вооружения вертолёта (орудийных блоков с неуправляемыми реактивными снарядами и пулемётов) Рэмбо расстреливает всех вражеских солдат на базе и спасает пленных. Они летят «домой».
Внезапно их настигает тяжёлый советский вертолёт, пилотируемый подполковником Подовским. Завязывается воздушный бой, среди сбежавших пленных появляются тяжело раненые, но им самим удаётся убить бортового стрелка преследующего их вертолёта. При помощи военной хитрости Рэмбо удаётся взорвать вражеский вертолёт.
Наконец, Рэмбо вместе с пленными достигает базы. В порыве гнева он врывается на базу и расстреливает все компьютеры из пулемёта. Джон нападает на Мёрдока и, оборвав его жалкие оправдания, предупреждает: «Ты ведь знаешь, что там ещё остались наши пленные. Найди этих людей. Иначе я найду тебя». Рэмбо представляют к второй Медалью Почёта, но он отказывается и предлагает Траутману наградить военнопленных, так как, по его мнению, «они это выстрадали». Также полковник предлагает Джону остаться в армии, но он не хочет: ведь здесь остались его погибшие друзья и «часть его» самого.

## В ролях
| Актёр              | Роль                                           |
| ------------------ | ---------------------------------------------- |
| Сильвестр Сталлоне | Джон Рэмбо                                     |
| Ричард Кренна      | полковник армии США Сэмюэль Траутман           |
| Чарльз Напьер      | Маршалл Мёрдок                                 |
| Стивен Беркофф     | советский подполковник Сергей Подовский        |
| Джулия Никсон      | Ко-Бао, связная Рэмбо                          |
| Мартин Коув        | сержант Эриксон                                |
| Джордж Чун         | лейтенант Тай                                  |
| Войо Горич         | советский сержант Юшин, подчинённый Подовского |

## Создатели
- Редакторы: Марк Голдблатт и Марк Хелфрич
- Главный оператор: Джек Кардифф
- Музыка Джерри Голдсмита
- По персонажам Дэвида Моррелла
- Исполнительные продюсеры: Марио Кассар и Эндрю Вайна
- История Кевина Жарра
- Сценарий: Сильвестр Сталлоне и Джеймс Кэмерон
- Продюсер: Базз Фейтшанс
- Режиссёр-постановщик: Джордж Косматос

## Награды и номинации
- Фильм был номинирован на «Оскар» (1986) в категории «Лучший монтаж звуковых эффектов» (Фред Дж. Браун).
- Фильм получил премию «Золотая малина» — как худший фильм года. Сильвестр Сталлоне получили «Золотую малину» за худшую мужскую роль и Джеймс Кэмерон — за худший сценарий. Песня «Peace in Our Life» Фрэнка Сталлоне тоже получила эту премию. Также номинирован в категории: худшая женская роль второго плана и худшая новая звезда (Джулия Никсон) и худший режиссёр (Джордж П. Косматос).

## Релиз
Фильм был выпущен компанией «Thorn EMI HBO Video» в конце 1985 года на VHS в США, Канаде только в системе NTSC, в Великобритании — компанией Guild Home Video, в англоязычных регионах и в других странах в системах NTSC и PAL. Позже, фильм выпущен на LaserDisc.
В США в начале 2000-х годов фильм выпущен на DVD компанией Artisan Entertainment со звуком Dolby Digital 5.1, а в специальных изданиях и со звуком DTS 5.1. В дополнениях содержался трейлер.
Также фильм выпущен на Blu-Ray и HD DVD.

## Саундтрек
Музыку к фильму написал композитор Джерри Голдсмит. В конечных титрах фильма звучала песня «Peace in Our Life» Фрэнка Сталлоне. Саундтрек к фильму выпущен на пластинках и аудиокассетах в 1985 году. С 1990-х годов саундтрек выпускался на аудиокассетах и на компакт-дисках CD.